# پرومین
پرومین (انگلیسی: Promin) یک داروی سولفون است که برای درمان مالاریا، سل و جذام مورد بررسی قرار گرفت. در بدن به داپسون که شکل درمانی است تجزیه میشود.